# 鞠瑲根
鞠 瑲根（クク・チャングン、朝鮮語: 국창근、1939年1月31日 - ）は、大韓民国の政治家。第15代韓国国会議員。本貫は潭陽鞠氏。カトリック教徒。
KBSのアナウンサーの鞠蕙汀は娘。

## 経歴
日本統治時代の全羅南道潭陽郡に生まれた。光州大学校経商福祉大学経済学科、京畿大学校政治専門大学院政治法学科卒、延世大学校言論広報大学院最高位課程修了。
第15代総選挙で国民会議の公認で潭陽郡・長城郡選挙区から当選したほか、5・18光州民衆抗争遺族会顧問、5・18光州民衆抗争拘束者同志会指導委員、平民・新民・民主党全羅南道支部副部長、全羅南道議会議員、全羅南道議会議長、国会建設交通委員会委員、国会院内副総務、国会運営委員会委員、新政治国民会議金大中総裁特別補佐官、国会政務委員会委員・幹事、国会予算決算特別委員会委員・計数小委員、国会政務委員会法案審査小委員会委員長、民主平和統一諮問会議運営委員、民主党全羅南道党委員長、大韓民国憲政会副会長、高麗歴史宣揚会第6・7・8・9代総裁、潭陽鞠氏大宗会会長を歴任した。

## 騒動
1998年4月、第15代総選挙の際に学歴を虚偽記載した容疑により、選挙不正防止法違反の罪で80万ウォンの罰金刑を宣告された。
1998年10月27日の国政監査の時、政務委所属の李思哲議員と乱闘した。
1999年12月17日、国会政務委員会でハンナラ党の女性議員、金映宣に暴言を吐いたため、ハンナラ党は鞠瑲根を脅迫暴行および男女差別禁止法違反の疑いでソウル地検に告発し、同党の女性議員たちは国会でハンガーストライキを行い、鞠瑲根の謝罪と辞職および国民会議指導部の謝罪を要求した。結局、同月28日の国会本会議で鞠瑲根が公開謝罪を行い、国会速記録に記載されることで事態の収拾を図った（実際は23日に謝罪したと報じられる）。